# Pero trena
Pero trena är en fjärilsart som beskrevs av Paul Dognin 1899. Pero trena ingår i släktet Pero och familjen mätare. Inga underarter finns listade i Catalogue of Life.